# Ana Dandolo
Ana Dandolo (en serbio: Ана Дандоло; fl. 1217 - 1258) fue una noble veneciana que se convirtió en reina consorte de Serbia como la segunda esposa del rey Esteban I Nemanjić, fundador del Reino de Serbia. Fue coronada junto con Esteban en 1217, y sostuvo este título hasta la muerte de su esposo en 1228. Ana era la nieta de Enrico Dandolo, dux de Venecia. El rey Esteban Uroš I fue su hijo.

## Origen
Ana nació en Venecia, República de Venecia, en una fecha desconocida, como la hija de Rainero Dandolo, vice-dux de Venecia, y procurador de San Marco, y de una madre desconocida. Su abuelo paterno fue Enrico Dandolo, dux de Venecia, que había incursionado anteriormente en Zadar (1202) y Constantinopla (1204). En 1209, su padre fue asesinado en la batalla contra los genoveses durante la conquista de Candia.

## Reina de Serbia
Alrededor de 1216 o 1217, se casó con Esteban, el Gran Príncipe de Serbia e hijo de Esteban Nemanja, en una magnífica ceremonia que se celebró en Venecia y con la participación de todas las familias patricias de la república. Después de las espléndidas fiestas sostenidas en su honor, la pareja de novios fue transportada con mucha fanfarria por galera hacia Dalmacia. Ana era su segunda esposa; la primera era Eudoxia Angelina, de quien se había separado por presunto adulterio, había muerto en 1211. El matrimonio de Esteban con una mujer de la poderosa república marítima de Venecia era políticamente ventajosa para Serbia; la alianza también fortaleció los vínculos de la ortodoxa Serbia con Occidente y trajo una fuerte influencia latina en el país a través de los artesanos venecianos que acompañaban a Ana. En 1217, Esteban fue coronado el primer rey de Serbia por el arzobispo Sava, y Ana se convirtió en la primera reina consorte.
Poco antes de su muerte el 24 de septiembre de 1228, el rey Esteban había tomado los votos monásticos. Ana vivió lo suficiente para ver a su único hijo, Esteban Uroš ascender al trono de Serbia en 1243 después de la deposición de su medio hermano, Esteban Vladislav I. Esteban Uroš I se casó con Helena de Anjou, con la que tuvo descendencia. Los descendientes de Ana continuaron gobernando en Serbia durante muchas generaciones hasta 1371, cuando la dinastía Nemanjić se extinguió.
Se cree que Ana murió en 1258. Fue enterrada en el monasterio de Sopoćani, un mausoleo real, donde Esteban I Nemanjić y otros descendientes fueron enterrados. La representación del fresco de su muerte es de valiosa importancia histórica y ha sido descrito como «una de las composiciones históricas más importantes pintadas en los muros de las iglesias medievales serbias», representados en el muro norte. El trabajo ha sido fechado entre 1263 y 1268.

## Familia
Esteban y Ana tuvieron un hijo, Esteban Uroš I, nacido aproximadamente en 1223, y una hija, cuyo nombre es desconocido. Ana también tuvo tres hijastros del matrimonio anterior de su marido.